# Юрівська волость (Овруцький повіт)
Юрівська волость — історична адміністративно-територіальна одиниця Овруцького повіту Волинської губернії Російської імперії з центром у селі Юрово.
18 березня 1921 року, після підписання мирної угоди («Ризький мир») між РРФСР і УСРР, з одного боку, та Польщею — з другого, був прокладений новий державний кордон, який поділив Волинську губернію на дві частини — до Польщі відійшли 6 повітів губернії, а також 1 волость Овруцького повіту — нею була Кисорицька волость, яка називалася надалі ґміна Кисоричі та приєднали окремі села Юрівської волості (Біловіж, Дубно, Кам'яне, Купель, Мушні, Обсіч), що опинилися на захід від нового кордону[джерело?].
Станом на 1885 рік складалася з 17 поселень, 17 сільських громад. Населення — 5904 осіб (2888 чоловічої статі та 3016 — жіночої), 339 дворових господарств.
|                     | Площа, десятин | У тому числі орної, дес. |
| ------------------- | -------------- | ------------------------ |
| Сільських громад    | 25793          | 16401                    |
| Приватної власності | 29199          | 522                      |
| Казенної власності  | 37751          | —                        |
| Іншої власності     | 443            | 180                      |
| Загалом             | 93186          | 17103                    |

Основні поселення волості:
- Юрово — колишнє власницьке село, при р. Уборті, за 80 верст від повітового міста, 638 осіб, 109 дворових господарств, православна церква, водяний млин. За 35 і 40 верст — смоляний завод.
- Біловіж — колишнє власницьке село, 317 осіб, 45 дворових господарств, православна церква, водяний млин.
- Войткевичі — колишнє власницьке село, при струмку Плєви, 407 осіб, 60 дворових господарств, православна церква, 2 водяних млини.
- Журоневичі — колишнє власницьке село, при струмку Ростясі, 238 осіб, 47 дворових господарств, православна церква, водяний млин.
- Замисловичі — колишнє власницьке село, при р. Перга, 393 особи, 65 дворових господарства, православна церква, водяний млин.
- Копища — колишнє власницьке село, при р. Уборті, 762 осіб, 135 дворових господарства, православна церква.
- Собичин — колишнє власницьке село, при струмку Купелі, 398 осіб, 60 дворових господарства, православна церква, смоляний завод.
- Хочин — колишнє власницьке село, при р. Уборті, 523 особи, 86 дворових господарства, правосдлавна церква, водяний млин.